# Eublefar gruboogonowy
Eublefar gruboogonowy, gekon gruboogonowy (Hemitheconyx caudicinctus) – gatunek jaszczurki z rodziny eublefarów (Eublepharidae).

## Wygląd
Niewielka jaszczurka osiągająca do 20 cm długości. Ciało krępe, głowa duża. Ogon w przekroju okrągły, walcowaty. Skóra pokryta drobnymi łuskami. Kolor pomarańczowy z czarnymi paskami. Posiada powieki. Palce nie są zakończone przylgami lecz tylko pazurkami.
Długość życia: Żyje ok. 15 lat

Pokarm: Zwierzęcy (świerszcze, karaczany, szarańcza, mysie oseski)

Aktywny: Jaszczurka aktywna w nocy

Dymorfizm płciowy: Widoczny po czasie 3–4 miesięcy od wyklucia

## Występowanie
Jaszczurka występuje w zachodniej Afryce – od Senegalu, Gambii i południowej Mauretanii na wschód po północny Kamerun. Można ją spotkać na sawannie, w rzadkich suchych lasach lub środowiskach skalnych.

## Zachowanie
Jaszczurka nocna (pionowa źrenica), jednak poluje także w dzień. Są bardzo terytorialne i mogą być agresywne dla innych jaszczurek w terrarium. Wobec ludzi płochliwa, jednak nie jest trudno ją oswoić. Może ugryźć. Porusza się powoli, wręcz flegmatycznie.

## Pożywienie
W naturze żywią się pająkami, dużymi owadami lub małymi gryzoniami. Podczas hodowli warto jak najobficiej urozmaicać pokarm (np. ćmy, muchy, koniki polne). Trzeba pamiętać, że owady z odłowu mogą przenosić pasożyty, grzyby czy roztocza. Normalnie podaje się: świerszcze, które powinny stanowić podstawę diety, karaczany, mączniki oraz mysie oseski. Należy pamiętać o dodawaniu witamin do pokarmu.

## Terrarium
Terrarium nie musi być wysokie. Natomiast musi być wentylowane. Optymalne wymiary 60/50/60 cm (długość/głębokość/wysokość). Im większe, tym bardziej komfortowo będą się czuły. Mata grzewcza lub kamienie podgrzewane. Jako podłoże najlepiej stosować włókno kokosowe. Musi posiadać kilka kryjówek.
- Oświetlenie: najlepiej stosować promiennik podczerwieni (50/75 W), zależnie od wielkości terrarium. Lampy UVB niewymagane.
- Temperatura: 26–30 °C, punktowo nawet do 40 °C (noc 22–25 °C)
- Wilgotność powietrza: Na poziomie 70% (2 razy dziennie lub częściej zwilżamy terrarium)